# Breznička (district de Poltár)
Pour les articles homonymes, voir Breznička.
Breznička (allemand : Bersentz/Bresnitz,  hongrois : Ipolyberzence) est un village de Slovaquie situé dans la région de Banská Bystrica.

## Histoire
La première mention écrite du village date de 1279.

## Démographie

### Évolution de la population
| Année:               | 1994. | 2004.   | 2014.   | 2024.   |
| -------------------- | ----- | ------- | ------- | ------- |
| Nombre de personnes: | 794   | 772     | 768     | 744     |
| Différence:          |       | -2,77 % | -0,51 % | -3,12 % |

| Année:               | 2023. | 2024.   |
| -------------------- | ----- | ------- |
| Nombre de personnes: | 737   | 744     |
| Différence:          |       | +0,94 % |

## Transport
Breznička est un nœud ferroviaire entre deux lignes secondaires: Ligne 162 et Ligne 163.